# Chelonus microchelonoides
Chelonus microchelonoides är en stekelart som beskrevs av Vladimir Ivanovich Tobias 2000. Chelonus microchelonoides ingår i släktet Chelonus och familjen bracksteklar. Inga underarter finns listade i Catalogue of Life.